# Gall-Peters-Projektion

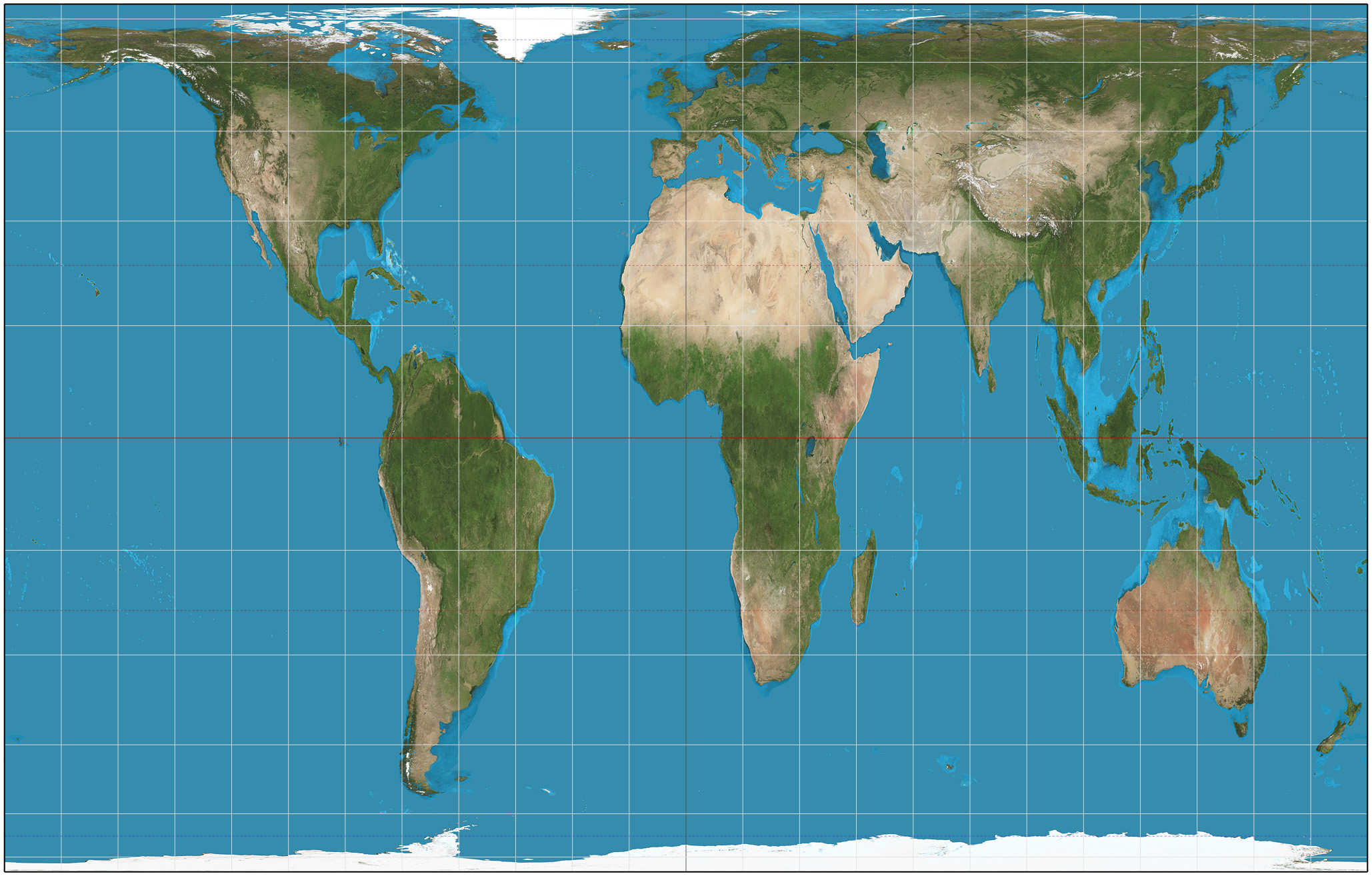
Gall-Peters-Projektion der Weltkarte

Die Gall-Peters-Projektion beruht auf einem von Arno Peters 1974 veröffentlichten Kartennetzentwurf. Er ist mit der von James Gall (1808–1895) entwickelten Gall’s Orthographic Projection identisch, erreichte aber erst durch Arno Peters’ Bemühungen eine vermehrte Verwendung.  Die Projektion bildet die Größenverhältnisse flächengetreuer ab als die weitverbreitete Mercator-Projektion.

## Charakteristika
Die Gall-Peters-Projektion wurde im Jahr 1855 von James Gall auf einer Tagung der British Association for the Advancement of Science als „Gall’s Orthographic Projection“ vorgestellt.
Die Peters-Projektion war für Weltkarten entwickelt worden, um alle Länder in flächentreuem Größenverhältnis darzustellen. Die zum Vergleich herangezogenen Zylinderprojektionen (Mercator-Projektion oder die quadratische Plattkarte) sind nicht flächentreu und wurden – nicht nur von Peters – zunehmend als „eurozentristisch“ abgelehnt. Gleichzeitig war ein subjektives Element betont, das durch Wandelbarkeit die Formähnlichkeit zu vom Globus her bekannten Oberflächenformen ermöglicht. Ebenso waren neben anderen Attributen ein neuer Nullmeridian, eine neue Datumsgrenze und ein neues Gradnetz Teile seiner Neuentwicklung.
Die Projektionen von Gall und Peters sind im Ergebnis identisch.

## Eigenschaften der Projektion
Die Peters-Projektion kann als Projektion eines Erdellipsoids auf einen Zylinder aufgefasst werden. Sie ist flächen-, lage- und achsentreu. Daher werden alle Flächen im gleichen Maßstab abgebildet; Orte gleicher Breite bzw. Länge liegen auf waage- und senkrechten Linien. Sie kann dabei prinzipiell weder längen- noch winkeltreu sein. Bei notwendiger Formtreue ist durch Festlegung der jeweils begrenzenden Breitengrade die Konstruktion von Einzelkarten möglich.
Der Prediger James Gall, Edinburgh, Schottland veröffentlichte 1885 in einem Artikel für The Scottish Geographical Magazine seine „Gall’s Orthographic Projection“. Diese ist eine flächentreue Zylinderprojektion mit dem Standard-Breitengrad bei 45° N/S. Dabei liegt eine Kugelgestalt der Erde zu Grunde. Gall projizierte sein Gradnetz trigonometrisch.

## Kontroverse zur Anwendung
Im Anschluss an die Veröffentlichung kam es zu Debatten, in denen Kartographen vor allem Peters’ als „naiv“ bezeichnete Herangehensweise und technische Fehler kritisierten. In der Diskussion wurden besonders die Formverzerrungen der Peters-Projektion bemängelt. Flächentreue Alternativen – pseudozylindrische oder ähnliche Projektionen, die zu annähernd elliptischen Weltkarten führen – verminderten langfristig die Verwendung der Peters-Projektion. Wichtiger Teil der Debatte war die Identität mit der von James Gall veröffentlichten Projektion. Peters bezeichnete seinen Entwurf bei der Vorstellung als Eigenentwicklung und wies nicht auf Galls schon lange vorher veröffentlichte Projektion hin.

## Anwendung und Alternativen
Die Peters-Projektion wurde 1980 im Nord-Süd-Bericht verwendet und von mehreren Hilfsorganisationen für ihre Öffentlichkeitsarbeit übernommen. Wertet man die reine Zahl der veröffentlichten Exemplare aus, dürfte sie nach der Mercator-Projektion und möglicherweise der Robinson-Projektion die bekannteste Weltkarte überhaupt sein. Allein die UNICEF hat über 60 Millionen Exemplare verteilt. Sie wurde auch von anderen Organisationen zeitweise für Weltkarten verwendet, hat sich aber nicht allgemein durchgesetzt. Daneben wurde sie Grundlage des Peters-Atlas.
Meist werden heute Weltkarten mit nicht-rechteckiger Grundfläche verwendet. Die Aufgabe der Achsentreue ermöglicht so die von Peters geforderte Flächentreue mit wesentlich geringeren Winkel- und Formverzerrungen:
- Die Mollweide-Projektion, die punktförmige Pole hat, kann in einfacher oder in der zerlappten Form nach J. P. Goode verwendet werden (Homolosine). Letztere erzielt besonders geringe Verzerrungen, dabei geht allerdings der Zusammenhang der Karte teilweise verloren.
- Wenn zonale Betrachtungen nicht relevant sind und damit auch die Lagetreue aufgegeben werden kann, ist die Verwendung einer Hammer-Aitov-Projektion mit gekrümmten Breitengraden und dadurch ebenfalls verringerten Formverzerrungen möglich.
- Die wiederum lagetreue Eckert-IV-Projektion erscheint durch linienförmige Pole in diesem Bereich ähnlich wie die Goode-Zerlappung weniger zusammengedrängt.
- Häufig zur Anwendung kommt auch die Winkel-Tripel-Projektion von Oswald Winkel, die jedoch nicht exakt flächentreu, sondern vermittelnd angelegt ist.
- Dasselbe gilt für die in den USA häufig verwendete Robinson-Projektion, welche die Lagetreue beibehält, das aber mit größeren Formverzerrungen erkauft.

Gall-Peters-Projektion flächentreu lagetreu, achsentreu
Mollweide-Projektion flächentreu lagetreu
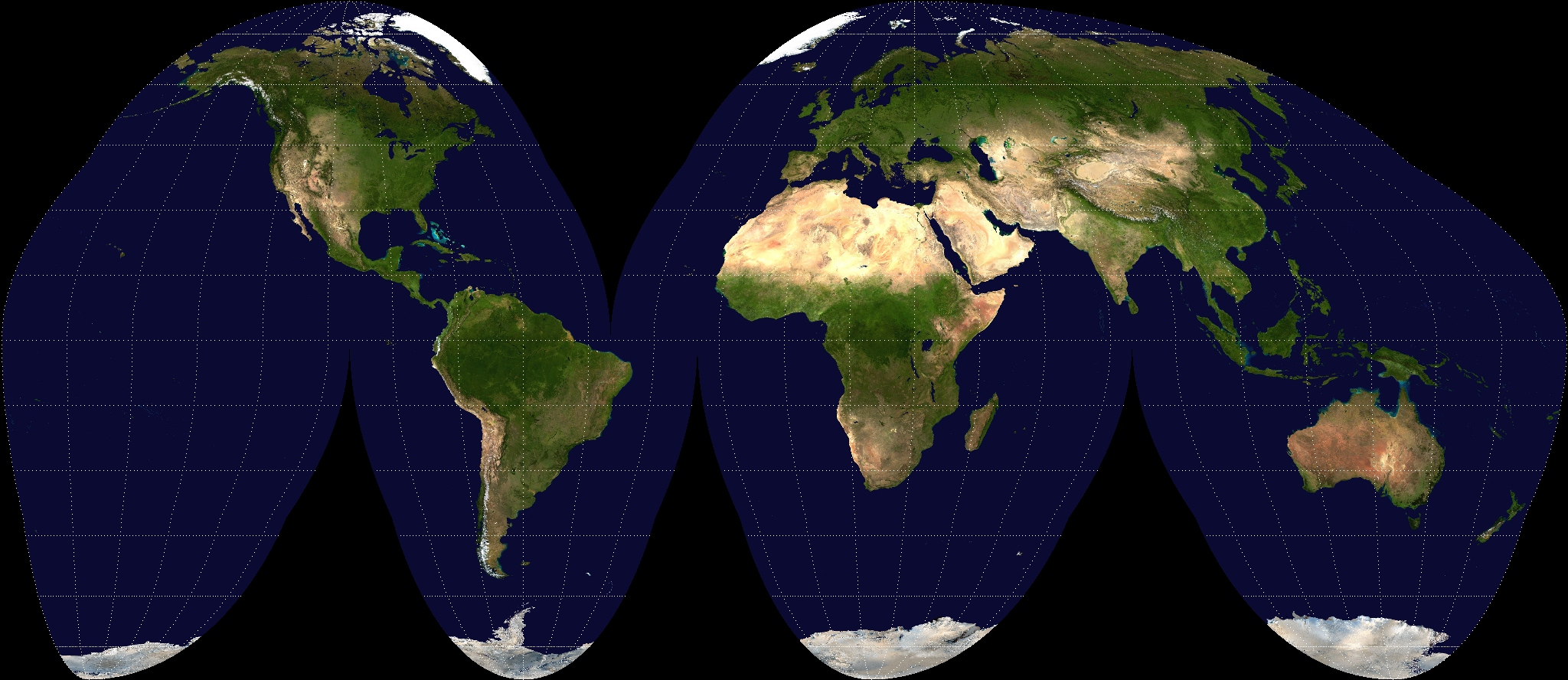
Zerlappung, hier Goode-Homolosine-Projektion flächen- und lagetreu
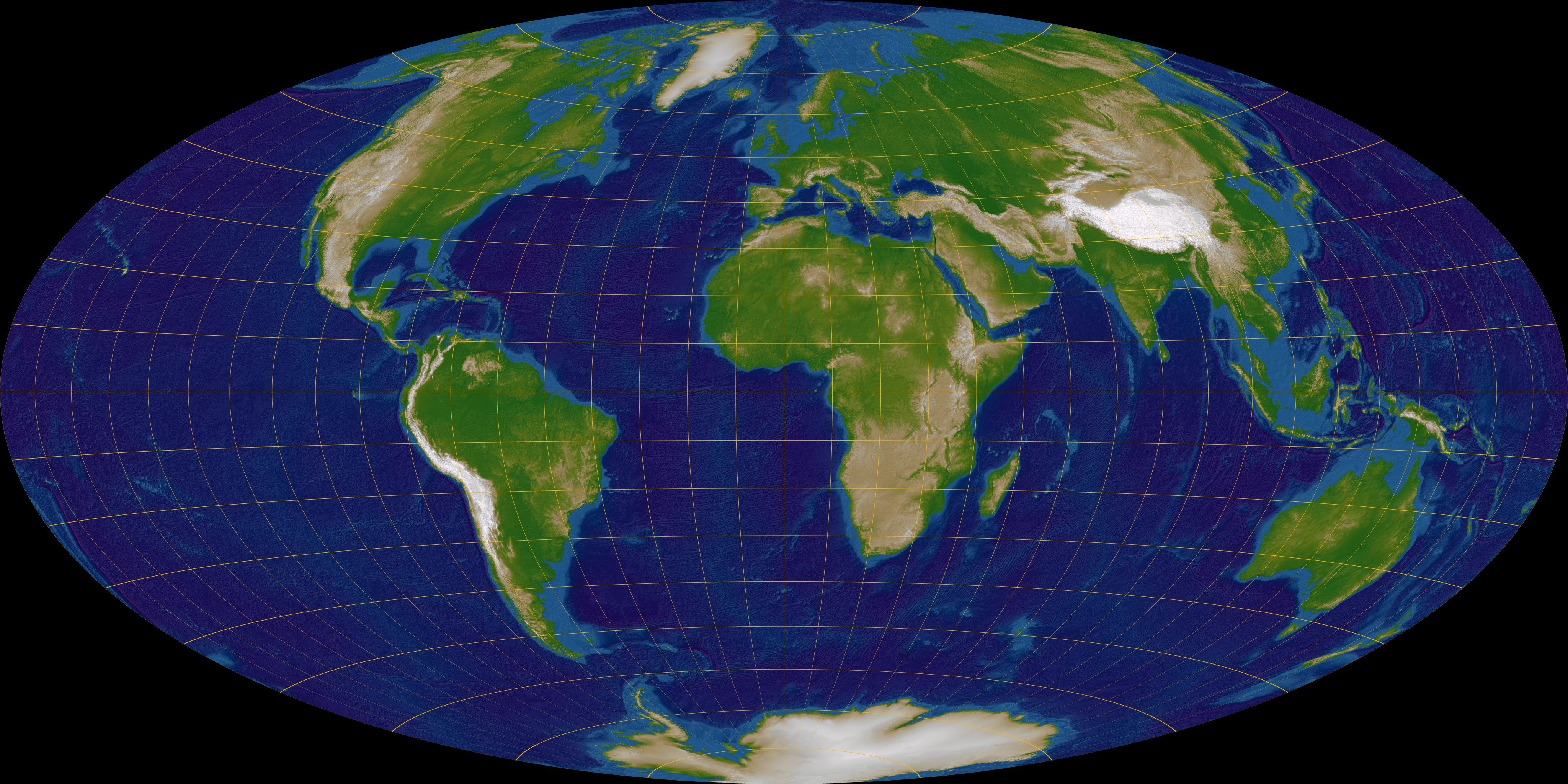
Hammer-Aitov-Projektion flächentreu
Eckert IV flächentreu lagetreu
Winkels Tripelprojektion vermittelnd
Robinson-Projektion vermittelnd lagetreu